# فرانچسکو کوپینی
فرانچسکو کوپینی (انگلیسی: Francesco Coppini; ۱ ژانویهٔ ۱۵۰۰ – ۲۹ سپتامبر ۱۴۶۴) کشیش کاتولیک، و اسقف کاتولیک ایتالیایی بود که پاپ پیوس دوم او را در سال ۱۴۵۹ به انگلستان فرستاد تا میان دودمان یورک و لنکستر (در طول جنگ رزها) میانجی‌گری کند.